# Варопен

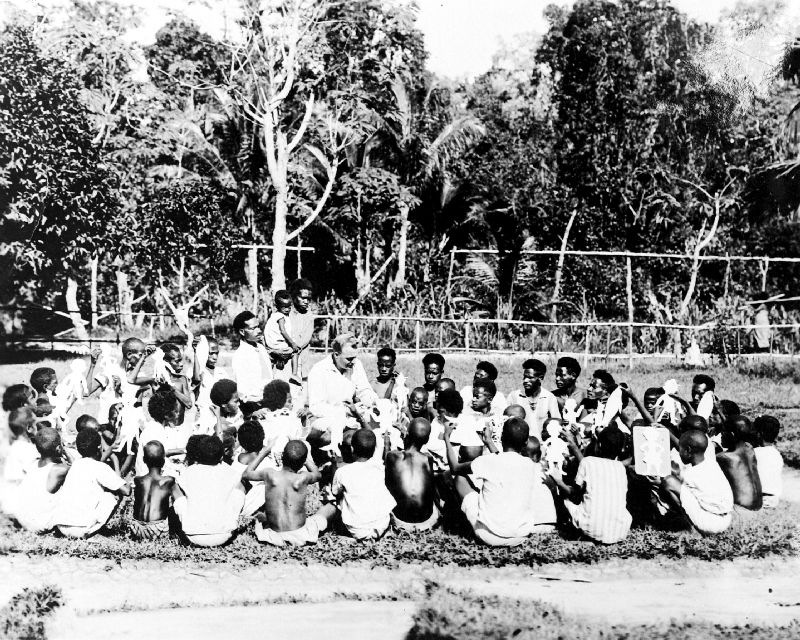
Протестантский миссионер среди местного населения. 1930-е гг., времена голландского колониального владычества.

Варопен — округ в индонезийской провинции Папуа. Административный центр округа — деревня Ботава.

## География
Округ расположен на северо-западе острова Новая Гвинея. На севере омывается водами Тихого океана, на западе граничит с округом Набире, на юге — с округами Интан-Джая и Пунчак, на западе — с округом Мамберамо-Рая.
Площадь округа составляет 9752,79 км². 
Бо́льшая часть округа покрыта тропическими лесами, на побережье распространены мангровые заросли. Климат жаркий и влажный, экваториальный.

## Административное деление
Численность населения на 2015 год составила 29 032 чел.
В состав округа входят следующие административные единицы (кечаматаны) в количестве 10 штук:
| №  | Район         | Кол-во нас. пунктов | Население |
| -- | ------------- | ------------------- | --------- |
| 1  | Варопен-Бавах | 7                   | 5816      |
| 2  | Масиреи       | 6                   | 1565      |
| 3  | Рисеи-Саяти   | 6                   | 1428      |
| 4  | Уреи-Фаисеи   | 12                  | 7063      |
| 5  | Ингерус       | 7                   | 2041      |
| 6  | Кирихи        | 10                  | 1741      |
| 7  | Вапога        | 7                   | 1986      |
| 8  | Демба         | 8                   | 2181      |
| 9  | Оудате        | 8                   | 2296      |
| 10 | Валай         | 15                  | 2915      |
|    | Всего         | 86                  | 29 032    |

Всего на территории округа расположено 86 населённых пунктов.